# Некретнина
Некретнина означава јединицу земљине површине, укључујући и све што је са њом релативно дугорочно повезано на њеној површини или испод ње. Ту, пре свега, спадају:  земљиште (пољопривредно, грађевинско, шуме и шумско земљиште), зграде (пословне, стамбене, стамбено-пословне, економске и др.) и други грађевински објекти, као и посебни делови зграда (станови, пословне просторије, гараже и гаражна места) на којима може постојати засебно право својине. Једну некретнину, у правном смислу, може чинити и више јединица земље уписаних у земљишној књизи у истој парцели, стога су оне правно сједињене у једно тело, које је као такво једна некретнина. 
Трава, дрвеће, плодови и све употребљиве ствари које земља рађа на својој површини делови су те некретнине, све док се од земље не одвоје. Што је на површини земље, изнад или испод ње изграђено, а намењено је да тамо трајно остане, или је у некретнину уграђено, њој дограђено, на њој надограђено или било како друкчије са њом трајно спојено, део је те некретнине, све док се од ње не одвоји.
Машине и слични уређаји, који би иначе били део неке некретнине, не сматрају се њеним делом него самосталним стварима, ако се, уз пристанак власника некретнине, забележи у земљишној књизи да су они власништво друге особе.  
Права која постоје у корист неке некретнине сматрају се припадношћу те некретнине.

## Стамбена некретнина
Стамбена некретнина може представљати као самосталну породичну кућу тако и стамбену зграду која је погодна за становање или за некоперативне сврхе.
Стамбене куће могу бити класификоване у зависности од начина на који су повезане са суседним стамбеним кућама и земљиштем. За један те исти физички тип становања могу се користити различити видови власништва. На пример, повезане стамбене куће могу бити у власништву једног правног лица и издавати се у закуп, или могу припадати различитим лицима по уговору који регулише односе између станова и заједничких просторија и зона.

#### Основне категорије
- Приземне / стамбене зграде
  - Стан или соба — одвојена просторија у стамбеној згради.[6] Границе стана обично су дефинисане периметром закључаних или закључавајућих врата.[7] Често се среће у вишеспратним стамбеним зградама.
  - Стамбена зграда — често се среће у вишеспратним самосталним зградама, где сваки спрат представља одвојени стан или просторију.[8]
  - Кон доминијум — зграда или комплекс сличан стамбеној згради, у власништву појединаца.[9] Заједничке територије и просторије у комплексу су у заједничком власништву.[10]
  - Кућа у низу — низ једноспратних или вишеспратних зграда, смештених непосредно једна до друге и са заједничким зидовима.
- Двособне стамбене куће
  - Дуплекс – два стана са једним заједничким зидом.
- Самосталне стамбене куће
  - Бунгалов
  - Двоспратна кућа
  - Виле
  - Поседи

## Некретнине и животна средина
Некретнина може бити процењена или обесцењена у зависности од степена деградације животне средине. Деградација животне средине може представљати озбиљну претњу за здравље и безбедност.
Еколошка истраживања спроводе стручњаци за еколошка истраживања, који проучавају факторе животне средине који утичу на развој некретнине, као и утицај који развој некретнине има на животну средину.

## У разним земљама
Непокретности у Чешкој уписане су у катастар непокретности који се води од стране Чешке земаљске службе и катастарске управе. Катастар непокретности води јавно доступни списак и подаци коки се уносе у нјему сматрају се правилним – у складу са фактичким стањем (принцип јавности материјала). Све промене правних односа са имовином (прелазак права својине, оптерећења, заложна права, извршне исправе) увек треба да буду достављене надлежном органу катастра који ће уписати промену.
У Русији Државна регистрација права врши се путем уношења уписа у Јединствени државни регистар непокретности уписа о праву на непокретну имовину, о којој су подаци уписани у  Јединствени државни регистар непокретности (ЕГРН). Промет са непокретностима подлежи обавезној државној регистрацији осим ако законом није предвиђена државна регистрација промета. Државној регистрацији подлежи прелазак права својине по уговору. У Русији регистрацију промета са непокретностима обавља специјални државни орган — Федерална служба за државну регистрацију, катастар и картографију. Постоје две форме закључења аката о промету — јавнобележничка и једноставна писана које имају сасвим подједнако правну снагу.
У Републици Белорусији систем државних организација у области државне регистрације састоји се од: специјалног овлашћеног органа државне управе Републике Белорусије у области државне регистрације који је подређен  Влади Републике Белорусије (Државна имовина), републичке организације за државну регистрацију (Државно јединствено предузеће „Национална катастарска агенција“), територијалних организација за државну регистрацију. Регистратор републичке организације за државну регистрацију обавља регистарске радње у односу предузећа као имовинског комплекса на начин који утврђује Влада РБ.